# Tomba della Pulcella

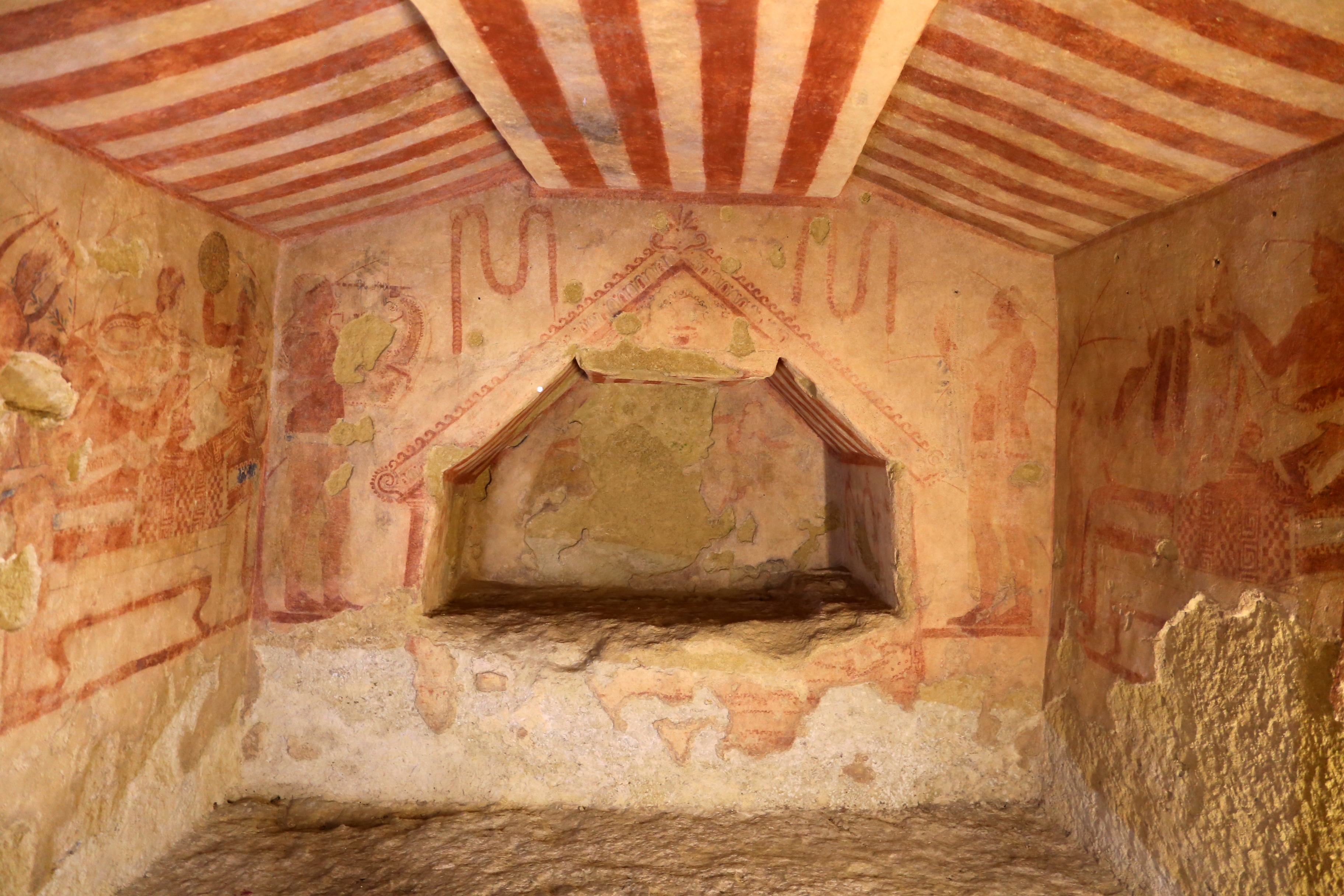
Rückwand der Grabkammer

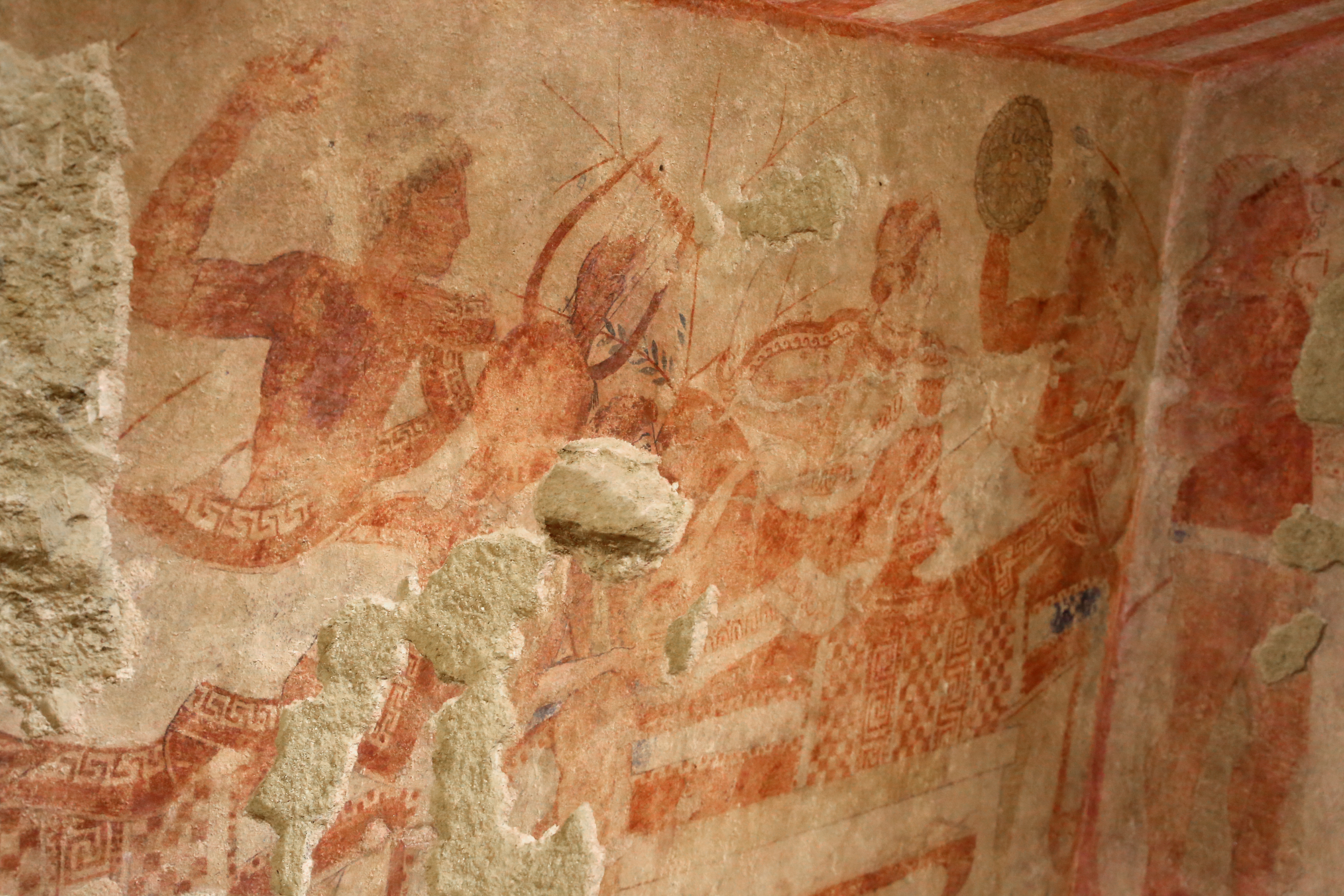
Bankettszene auf der linken Wand

Die Tomba della Pulcella („Grab des Mädchens“) – ein ausgemaltes etruskisches Grab – wurde im Jahr 1865 in der etruskischen Monterozzi-Nekropole in Tarquinia entdeckt. Sie erhielt ihren Namen 1872, als das Grab ein zweites Mal entdeckt wurde – das Wissen um seinen Standort war zwischenzeitlich verloren gegangen – aufgrund der Darstellung eines Mädchens in einer Bankettszene. Das Bild ist heute zerstört, da moderne Grabräuber versucht hatten, es aus der Wand zu schneiden. Die Tomba della Pulcella datiert in die zweite Hälfte des 5. Jahrhunderts v. Chr. Sie weist einige Besonderheiten auf, vor allem fällt eine Nische in der Rückwand der Grabkammer auf, in der einst eine Urne deponiert war. Auch ist der zum Grab hinabführende Dromos ausgesprochen lang.
Auf der Rückwand der Nische waren zwei geflügelte Wesen dargestellt, die heute stark verblasst sind. Es handelt sich entweder um Dämonen oder um Genien wie Hypnos und Thanatos. Auf den Seitenwänden der Nische hängen gemalte Binden (Tänien). Die Nische stellt offensichtlich ein kleines Heiligtum dar. Sie besitzt ein Giebeldach mit aufgemaltem Giebelschmuck. Rechts und links von der Nische stehen Musikanten. Die Seitenwände der Grabkammer zeigen Bankettszenen. Die Gäste liegen auf Klinen und halten Eier, Lyren und Metallgefäße. Ein Großteil der Malereien auf der linken Wand ist in den 1960er-Jahren von Grabräubern zerstört worden. Der Kopf eines Dieners konnte jedoch auf dem Kunstmarkt lokalisiert und nach Italien zurückgeführt werden. Er befindet sich heute im Archäologischen Nationalmuseum von Tarquinia.